# Anambra Ouest
Anambra Ouest est une zone de gouvernement local de l'État d'Anambra au Nigeria.

## Source
- (en) Cet article est partiellement ou en totalité issu de l’article de Wikipédia en anglais intitulé « Anambra West » (voir la liste des auteurs).